# El Gran Viraje
El Gran Viraje conocido por sus detractores como el Paquetazo Económico, fue un programa económico compuesto por una serie de medidas económicas liberalizadoras adoptadas en Venezuela en 1989 por el gobierno del recientemente electo presidente Carlos Andrés Pérez como respuesta a la recesión económica en la que se sumió el país en los años posteriores al Viernes Negro (1983). El programa fue conducido por el economista Miguel Rodriguez Fandeo y el banquero Pedro Tinoco con la colaboración de técnicos del Fondo Monetario Internacional.
El objetivo era una progresiva desregulación de la economía a través de un programa de ajustes macroeconómicos preconizado por el Fondo Monetario Internacional. Las medidas resultaron impopulares y se consideran como uno de los catalizadores de la serie de protestas y disturbios conocidos como el Caracazo.

## Antecedentes
La economía venezolana entró en crisis a raíz del endeudamiento en el que incurrió el país después del "boom" petrolero en la década de 1970. A partir de la caída de los precios del petróleo en los años 1980 comenzó una ralentización económica paulatina mientras el Estado venezolano aumentaba su recaudación y gastos. Esto causó una devaluación de la moneda en 1983. A partir de entonces las políticas económicas de los gobiernos de Luis Herrera Campíns y Jaime Lusinchi no fueron capaces de frenar las espirales inflacionarias, generando desconfianza en las inversiones y pérdida de credibilidad en la moneda nacional. Algunas de las medidas que aplicaron estos gobiernos para frenar los efectos estructurales fueron la instauración del Régimen de Cambio Diferencial (RECADI), durante el gobierno de Herrera Campins, y un control de precios, durante el gobierno de Lusinchi, medidas que devinieron en corrupción administrativa y mercados negros de divisas y bienes. Sin embargo, la quiebra estructural del mercado interno generó una escasez gradual. En 1988 resulta elegido Carlos Andrés Pérez en los comicios del 4 de diciembre con 3 879 024 votos (52,91 % de los sufragantes).

## Medidas económicas
Con este gran respaldo electoral, el gobierno de Pérez planteó una serie de medidas económicas liberalizadoras, tanto en el sector productivo, como en el sector comercial de bienes y servicios, proponiendo una progresiva desregulación a través del programa de ajustes macroeconómicos preconizado por el Fondo Monetario Internacional (FMI). Se anunciaron medidas de aplicación inmediata y otras de aplicación gradual en plazos breves. El paquete comprendía decisiones sobre política cambiaria, deuda externa, comercio exterior, sistema financiero, política fiscal, servicios públicos y política social.
Las principales medidas anunciadas fueron:
- Someterse a un programa bajo supervisión del Fondo Monetario Internacional con el fin de obtener aproximadamente 4500 millones de dólares en los 3 años siguientes.
- Liberación de las tasas de interés activas y pasivas en todo el sistema financiero hasta un tope temporal fijado en alrededor del 30%.
- Unificación cambiaria con la eliminación de la tasa de cambio preferencial.
- Determinación de la tasa de cambio en el mercado libre de divisas y realización de todas las transacciones con el exterior a la nueva tasa flotante.
- Liberación de los precios de todos los productos a excepción de 18 renglones de la cesta básica.
- Anuncio del incremento no inmediato, sino gradual, de las tarifas de servicios públicos como telefonía, agua potable, electricidad y gas doméstico.
- Aumento gradual mensual en el mercado nacional, durante 3 años, de los precios de productos derivados del petróleo, con un primer aumento en el precio de la gasolina del 30% para los primeros tres meses a partir del 27 de febrero, que tendría posteriormente ajustes mensuales de 0.025 bolívares cada mes.
- Aumento inicial de las tarifas del transporte público en un 30%.
- Aumento de sueldos en la administración pública central entre el 5 y el 30% e incremento del salario mínimo.
- Eliminación progresiva de los aranceles a la importación.
- Reducción del déficit fiscal a no más del 4% del producto territorial bruto.
- Congelación de cargos en la administración pública.

A solo pocas semanas de asumir el gobierno, el presidente Pérez decidió poner en práctica de manera inmediata el paquete de ajustes y medidas económicas, financieras y fiscales. El 26 de febrero el Ministerio de Energía y Minas anunció el alza en 30% de los precios de la gasolina y el incremento de las tarifas del transporte público urbano e interurbano también en un 30% a partir del 27 de febrero, válido para los 3 meses siguientes, después de los cuales podrían aumentarse hasta el 100%.